# Enoplolaimus litoralis
Enoplolaimus litoralis is een rondwormensoort uit de familie van de Thoracostomopsidae. De wetenschappelijke naam van de soort is voor het eerst geldig gepubliceerd in 1936 door Schulz.